# Liste des planètes mineures non numérotées découvertes entre le 16 et le 31 août 2016
Pour un article plus général, voir Liste des planètes mineures non numérotées découvertes en 2016.
Pour un article plus général, voir Liste des planètes mineures.
Cet article dresse la liste des planètes mineures (astéroïdes, centaures, objets transneptuniens et assimilés) non numérotées découvertes en août 2016 dans l'ordre de leur découverte.
Au 15 janvier 2025, 661 077 des 1 434 993 planètes mineures répertoriées par le Centre des planètes mineures ne sont pas encore numérotées, soit 46,07 %.

## Rappel concernant la désignation provisoire
La désignation provisoire indique l'ordre de découverte de ces objets. En effet, cette désignation est composée de l'année de découverte (par exemple 2016) suivie de la quinzaine (demi-mois) de découverte (p.e. A = 1-15 janvier) puis de l'ordre de découverte dans cette quinzaine. Cet ordre est indiqué par une lettre et éventuellement un chiffre comme suit : A pour la première découverte, B pour la deuxième, ..., Z pour la 25e (le I n'est pas utilisé pour éviter la confusion avec 1), A1 pour la 26e, B1 pour la 27e, etc. , Z1 pour la 50e, A2 pour la 51e, B2 pour la 52e, etc. L'ordre de la numérotation ne suit donc pas l'ordre alphanumérique. 2016 AA1 suit ainsi 2016 AZ et précède 2016 AB1.

## Du 16 au 31 août 2016
- 2016 QA
- 2016 QC
- 2016 QD
- 2016 QE
- 2016 QF
- 2016 QH
- 2016 QL
- 2016 QM
- 2016 QP
- 2016 QR
- 2016 QV
- 2016 QZ
- 2016 QC1
- 2016 QE1
- 2016 QH1
- 2016 QP1
- 2016 QR1
- 2016 QS1
- 2016 QU1
- 2016 QV1
- 2016 QY1
- 2016 QZ1
- 2016 QA2
- 2016 QB2
- 2016 QD2
- 2016 QE2
- 2016 QF2
- 2016 QG2
- 2016 QH2
- 2016 QK2
- 2016 QM2
- 2016 QN2
- 2016 QO2
- 2016 QQ2
- 2016 QR2
- 2016 QV2
- 2016 QW2
- 2016 QZ2
- 2016 QC3
- 2016 QE3
- 2016 QF3
- 2016 QH3
- 2016 QK3
- 2016 QN3
- 2016 QS3
- 2016 QX3
- 2016 QY3
- 2016 QZ3
- 2016 QA4
- 2016 QB4
- 2016 QE4
- 2016 QH4
- 2016 QJ4
- 2016 QN4
- 2016 QT4
- 2016 QV4
- 2016 QW4
- 2016 QZ4
- 2016 QD5
- 2016 QJ5
- 2016 QN5
- 2016 QR5
- 2016 QV5
- 2016 QW5
- 2016 QB6
- 2016 QD6
- 2016 QF6
- 2016 QK6
- 2016 QS6
- 2016 QT6
- 2016 QY6
- 2016 QG7
- 2016 QH7
- 2016 QJ7
- 2016 QL7
- 2016 QR7
- 2016 QU7
- 2016 QB8
- 2016 QE8
- 2016 QG8
- 2016 QK8
- 2016 QL8
- 2016 QM8
- 2016 QN8
- 2016 QO8
- 2016 QS8
- 2016 QT8
- 2016 QV8
- 2016 QW8
- 2016 QD9
- 2016 QQ9
- 2016 QT9
- 2016 QW9
- 2016 QD10
- 2016 QG10
- 2016 QH10
- 2016 QJ10
- 2016 QK10
- 2016 QL10
- 2016 QM10
- 2016 QO10
- 2016 QP10
- 2016 QU10
- 2016 QV10
- 2016 QW10
- 2016 QX10
- 2016 QY10
- 2016 QZ10
- 2016 QA11
- 2016 QB11
- 2016 QC11
- 2016 QD11
- 2016 QE11
- 2016 QF11
- 2016 QG11
- 2016 QH11
- 2016 QJ11
- 2016 QM11
- 2016 QN11
- 2016 QO11
- 2016 QR11
- 2016 QS11
- 2016 QW11
- 2016 QX11
- 2016 QY11
- 2016 QB12
- 2016 QE12
- 2016 QG12
- 2016 QH12
- 2016 QJ12
- 2016 QK12
- 2016 QL12
- 2016 QT12
- 2016 QZ12
- 2016 QB13
- 2016 QH13
- 2016 QJ13
- 2016 QQ13
- 2016 QS13
- 2016 QJ14
- 2016 QN14
- 2016 QQ14
- 2016 QR14
- 2016 QT14
- 2016 QU14
- 2016 QA15
- 2016 QE15
- 2016 QG15
- 2016 QK15
- 2016 QO15
- 2016 QS15
- 2016 QU15
- 2016 QW15
- 2016 QC16
- 2016 QJ16
- 2016 QM16
- 2016 QO16
- 2016 QQ16
- 2016 QS16
- 2016 QT16
- 2016 QW16
- 2016 QZ16
- 2016 QC17
- 2016 QD17
- 2016 QE17
- 2016 QF17
- 2016 QH17
- 2016 QJ17
- 2016 QO17
- 2016 QP17
- 2016 QU17
- 2016 QW17
- 2016 QX17
- 2016 QA18
- 2016 QB18
- 2016 QC18
- 2016 QG18
- 2016 QH18
- 2016 QJ18
- 2016 QN18
- 2016 QO18
- 2016 QP18
- 2016 QR18
- 2016 QS18
- 2016 QU18
- 2016 QV18
- 2016 QX18
- 2016 QC19
- 2016 QJ19
- 2016 QY19
- 2016 QB20
- 2016 QC20
- 2016 QD20
- 2016 QE20
- 2016 QG20
- 2016 QJ20
- 2016 QM20
- 2016 QQ20
- 2016 QS20
- 2016 QU20
- 2016 QX20
- 2016 QC21
- 2016 QE21
- 2016 QJ21
- 2016 QP21
- 2016 QR21
- 2016 QV21
- 2016 QZ21
- 2016 QB22
- 2016 QC22
- 2016 QD22
- 2016 QL22
- 2016 QN22
- 2016 QO22
- 2016 QS22
- 2016 QV22
- 2016 QW22
- 2016 QX22
- 2016 QY22
- 2016 QZ22
- 2016 QC23
- 2016 QE23
- 2016 QF23
- 2016 QJ23
- 2016 QL23
- 2016 QM23
- 2016 QU23
- 2016 QX23
- 2016 QY23
- 2016 QZ23
- 2016 QB24
- 2016 QJ24
- 2016 QK24
- 2016 QL24
- 2016 QW24
- 2016 QX24
- 2016 QZ24
- 2016 QC25
- 2016 QD25
- 2016 QF25
- 2016 QL25
- 2016 QO25
- 2016 QU25
- 2016 QY25
- 2016 QZ25
- 2016 QF26
- 2016 QH26
- 2016 QK26
- 2016 QM26
- 2016 QU26
- 2016 QY26
- 2016 QZ26
- 2016 QA27
- 2016 QH27
- 2016 QM27
- 2016 QP27
- 2016 QS27
- 2016 QX27
- 2016 QA28
- 2016 QG28
- 2016 QH28
- 2016 QM28
- 2016 QN28
- 2016 QQ28
- 2016 QZ28
- 2016 QG29
- 2016 QO29
- 2016 QR29
- 2016 QT29
- 2016 QU29
- 2016 QW29
- 2016 QA30
- 2016 QH30
- 2016 QM30
- 2016 QN30
- 2016 QR30
- 2016 QT30
- 2016 QU30
- 2016 QW30
- 2016 QY30
- 2016 QA31
- 2016 QB31
- 2016 QC31
- 2016 QJ31
- 2016 QM31
- 2016 QN31
- 2016 QO31
- 2016 QS31
- 2016 QV31
- 2016 QY31
- 2016 QZ31
- 2016 QA32
- 2016 QC32
- 2016 QD32
- 2016 QE32
- 2016 QR32
- 2016 QV32
- 2016 QX32
- 2016 QA33
- 2016 QD33
- 2016 QF33
- 2016 QH33
- 2016 QJ33
- 2016 QN33
- 2016 QU33
- 2016 QY33
- 2016 QD34
- 2016 QE34
- 2016 QK34
- 2016 QO34
- 2016 QB35
- 2016 QD35
- 2016 QG35
- 2016 QH35
- 2016 QJ35
- 2016 QM35
- 2016 QO35
- 2016 QP35
- 2016 QR35
- 2016 QT35
- 2016 QV35
- 2016 QW35
- 2016 QY35
- 2016 QZ35
- 2016 QC36
- 2016 QD36
- 2016 QG36
- 2016 QH36
- 2016 QM36
- 2016 QN36
- 2016 QO36
- 2016 QT36
- 2016 QU36
- 2016 QY36
- 2016 QE37
- 2016 QL37
- 2016 QM37
- 2016 QO37
- 2016 QP37
- 2016 QR37
- 2016 QT37
- 2016 QV37
- 2016 QZ37
- 2016 QC38
- 2016 QF38
- 2016 QH38
- 2016 QJ38
- 2016 QN38
- 2016 QP38
- 2016 QR38
- 2016 QS38
- 2016 QW38
- 2016 QY38
- 2016 QF39
- 2016 QG39
- 2016 QJ39
- 2016 QP39
- 2016 QQ39
- 2016 QR39
- 2016 QS39
- 2016 QU39
- 2016 QV39
- 2016 QB40
- 2016 QC40
- 2016 QD40
- 2016 QF40
- 2016 QK40
- 2016 QO40
- 2016 QU40
- 2016 QA41
- 2016 QC41
- 2016 QG41
- 2016 QH41
- 2016 QO41
- 2016 QR41
- 2016 QS41
- 2016 QU41
- 2016 QW41
- 2016 QZ41
- 2016 QB42
- 2016 QG42
- 2016 QH42
- 2016 QK42
- 2016 QQ42
- 2016 QW42
- 2016 QY42
- 2016 QZ42
- 2016 QA43
- 2016 QD43
- 2016 QJ43
- 2016 QW43
- 2016 QX43
- 2016 QZ43
- 2016 QD44
- 2016 QE44
- 2016 QF44
- 2016 QG44
- 2016 QH44
- 2016 QJ44
- 2016 QK44
- 2016 QL44
- 2016 QM44
- 2016 QN44
- 2016 QO44
- 2016 QP44
- 2016 QQ44
- 2016 QR44
- 2016 QS44
- 2016 QT44
- 2016 QV44
- 2016 QW44
- 2016 QX44
- 2016 QY44
- 2016 QZ44
- 2016 QA45
- 2016 QB45
- 2016 QC45
- 2016 QD45
- 2016 QE45
- 2016 QF45
- 2016 QG45
- 2016 QJ45
- 2016 QL45
- 2016 QM45
- 2016 QP45
- 2016 QW45
- 2016 QX45
- 2016 QY45
- 2016 QA46
- 2016 QE46
- 2016 QG46
- 2016 QH46
- 2016 QK46
- 2016 QM46
- 2016 QN46
- 2016 QP46
- 2016 QR46
- 2016 QU46
- 2016 QX46
- 2016 QY46
- 2016 QD47
- 2016 QG47
- 2016 QJ47
- 2016 QN47
- 2016 QP47
- 2016 QW47
- 2016 QZ47
- 2016 QA48
- 2016 QE48
- 2016 QG48
- 2016 QN48
- 2016 QP48
- 2016 QQ48
- 2016 QR48
- 2016 QV48
- 2016 QZ48
- 2016 QB49
- 2016 QE49
- 2016 QF49
- 2016 QJ49
- 2016 QM49
- 2016 QU49
- 2016 QB50
- 2016 QF50
- 2016 QJ50
- 2016 QK50
- 2016 QM50
- 2016 QN50
- 2016 QO50
- 2016 QX50
- 2016 QA51
- 2016 QD51
- 2016 QE51
- 2016 QF51
- 2016 QG51
- 2016 QJ51
- 2016 QL51
- 2016 QN51
- 2016 QO51
- 2016 QP51
- 2016 QS51
- 2016 QU51
- 2016 QA52
- 2016 QC52
- 2016 QD52
- 2016 QE52
- 2016 QF52
- 2016 QG52
- 2016 QJ52
- 2016 QL52
- 2016 QM52
- 2016 QN52
- 2016 QQ52
- 2016 QT52
- 2016 QX52
- 2016 QZ52
- 2016 QB53
- 2016 QG53
- 2016 QH53
- 2016 QK53
- 2016 QL53
- 2016 QM53
- 2016 QO53
- 2016 QS53
- 2016 QD54
- 2016 QF54
- 2016 QH54
- 2016 QJ54
- 2016 QX54
- 2016 QZ54
- 2016 QA55
- 2016 QB55
- 2016 QE55
- 2016 QF55
- 2016 QM55
- 2016 QN55
- 2016 QW55
- 2016 QZ55
- 2016 QA56
- 2016 QD56
- 2016 QE56
- 2016 QG56
- 2016 QH56
- 2016 QK56
- 2016 QR56
- 2016 QA57
- 2016 QD57
- 2016 QG57
- 2016 QM57
- 2016 QP57
- 2016 QQ57
- 2016 QU57
- 2016 QW57
- 2016 QX57
- 2016 QG58
- 2016 QK58
- 2016 QM58
- 2016 QO58
- 2016 QR58
- 2016 QZ58
- 2016 QA59
- 2016 QB59
- 2016 QC59
- 2016 QD59
- 2016 QF59
- 2016 QL59
- 2016 QN59
- 2016 QQ59
- 2016 QS59
- 2016 QA60
- 2016 QF60
- 2016 QJ60
- 2016 QM60
- 2016 QN60
- 2016 QP60
- 2016 QR60
- 2016 QV60
- 2016 QY60
- 2016 QB61
- 2016 QH61
- 2016 QJ61
- 2016 QK61
- 2016 QL61
- 2016 QM61
- 2016 QO61
- 2016 QR61
- 2016 QT61
- 2016 QX61
- 2016 QA62
- 2016 QD62
- 2016 QE62
- 2016 QH62
- 2016 QL62
- 2016 QM62
- 2016 QT62
- 2016 QU62
- 2016 QZ62
- 2016 QB63
- 2016 QC63
- 2016 QD63
- 2016 QF63
- 2016 QG63
- 2016 QH63
- 2016 QJ63
- 2016 QO63
- 2016 QQ63
- 2016 QR63
- 2016 QU63
- 2016 QV63
- 2016 QD64
- 2016 QG64
- 2016 QH64
- 2016 QM64
- 2016 QO64
- 2016 QP64
- 2016 QR64
- 2016 QS64
- 2016 QB65
- 2016 QF65
- 2016 QG65
- 2016 QJ65
- 2016 QK65
- 2016 QL65
- 2016 QM65
- 2016 QQ65
- 2016 QR65
- 2016 QS65
- 2016 QW65
- 2016 QZ65
- 2016 QC66
- 2016 QD66
- 2016 QH66
- 2016 QJ66
- 2016 QM66
- 2016 QO66
- 2016 QS66
- 2016 QT66
- 2016 QU66
- 2016 QW66
- 2016 QY66
- 2016 QA67
- 2016 QD67
- 2016 QF67
- 2016 QJ67
- 2016 QN67
- 2016 QQ67
- 2016 QT67
- 2016 QU67
- 2016 QY67
- 2016 QC68
- 2016 QG68
- 2016 QK68
- 2016 QP68
- 2016 QR68
- 2016 QS68
- 2016 QV68
- 2016 QY68
- 2016 QA69
- 2016 QB69
- 2016 QE69
- 2016 QG69
- 2016 QJ69
- 2016 QL69
- 2016 QN69
- 2016 QO69
- 2016 QP69
- 2016 QQ69
- 2016 QS69
- 2016 QZ69
- 2016 QC70
- 2016 QD70
- 2016 QE70
- 2016 QH70
- 2016 QL70
- 2016 QM70
- 2016 QQ70
- 2016 QS70
- 2016 QV70
- 2016 QY70
- 2016 QA71
- 2016 QB71
- 2016 QG71
- 2016 QK71
- 2016 QQ71
- 2016 QT71
- 2016 QX71
- 2016 QA72
- 2016 QB72
- 2016 QD72
- 2016 QG72
- 2016 QH72
- 2016 QM72
- 2016 QN72
- 2016 QR72
- 2016 QT72
- 2016 QW72
- 2016 QB73
- 2016 QC73
- 2016 QF73
- 2016 QG73
- 2016 QH73
- 2016 QM73
- 2016 QO73
- 2016 QQ73
- 2016 QA74
- 2016 QC74
- 2016 QJ74
- 2016 QK74
- 2016 QO74
- 2016 QV74
- 2016 QH75
- 2016 QP75
- 2016 QQ75
- 2016 QT75
- 2016 QF76
- 2016 QJ76
- 2016 QO76
- 2016 QZ76
- 2016 QD77
- 2016 QK77
- 2016 QW77
- 2016 QE78
- 2016 QQ78
- 2016 QW78
- 2016 QX78
- 2016 QY78
- 2016 QD79
- 2016 QF79
- 2016 QL79
- 2016 QO79
- 2016 QR79
- 2016 QT79
- 2016 QU79
- 2016 QX79
- 2016 QA80
- 2016 QB80
- 2016 QE80
- 2016 QJ80
- 2016 QL80
- 2016 QO80
- 2016 QP80
- 2016 QR80
- 2016 QU80
- 2016 QX80
- 2016 QZ80
- 2016 QH81
- 2016 QK81
- 2016 QL81
- 2016 QQ81
- 2016 QS81
- 2016 QT81
- 2016 QU81
- 2016 QV81
- 2016 QB82
- 2016 QD82
- 2016 QG82
- 2016 QH82
- 2016 QM82
- 2016 QN82
- 2016 QT82
- 2016 QX82
- 2016 QZ82
- 2016 QC83
- 2016 QK83
- 2016 QN83
- 2016 QS83
- 2016 QT83
- 2016 QU83
- 2016 QV83
- 2016 QW83
- 2016 QY83
- 2016 QZ83
- 2016 QA84
- 2016 QB84
- 2016 QC84
- 2016 QD84
- 2016 QE84
- 2016 QF84
- 2016 QH84
- 2016 QJ84
- 2016 QP84
- 2016 QQ84
- 2016 QS84
- 2016 QT84
- 2016 QY84
- 2016 QD85
- 2016 QE85
- 2016 QL85
- 2016 QM85
- 2016 QP85
- 2016 QW85
- 2016 QY85
- 2016 QZ85
- 2016 QA86
- 2016 QB86
- 2016 QC86
- 2016 QD86
- 2016 QF86
- 2016 QJ86
- 2016 QL86
- 2016 QN86
- 2016 QP86
- 2016 QQ86
- 2016 QS86
- 2016 QT86
- 2016 QW86
- 2016 QY86
- 2016 QA87
- 2016 QB87
- 2016 QC87
- 2016 QG87
- 2016 QH87
- 2016 QJ87
- 2016 QK87
- 2016 QL87
- 2016 QN87
- 2016 QO87
- 2016 QQ87
- 2016 QY87
- 2016 QX88
- 2016 QO89
- 2016 QF90
- 2016 QL90
- 2016 QN90
- 2016 QS91
- 2016 QV91
- 2016 QA93
- 2016 QB93
- 2016 QG93
- 2016 QS93
- 2016 QT93
- 2016 QZ93
- 2016 QB94
- 2016 QD94
- 2016 QK94
- 2016 QP94
- 2016 QV94
- 2016 QW94
- 2016 QE95
- 2016 QK95
- 2016 QL95
- 2016 QM95
- 2016 QN95
- 2016 QQ95
- 2016 QR95
- 2016 QT95
- 2016 QU95
- 2016 QW95
- 2016 QX95
- 2016 QZ95
- 2016 QA96
- 2016 QB96
- 2016 QC96
- 2016 QD96
- 2016 QG96
- 2016 QJ96
- 2016 QK96
- 2016 QL96
- 2016 QM96
- 2016 QN96
- 2016 QO96
- 2016 QP96
- 2016 QQ96
- 2016 QR96
- 2016 QS96
- 2016 QU96
- 2016 QV96
- 2016 QW96
- 2016 QX96
- 2016 QY96
- 2016 QZ96
- 2016 QA97
- 2016 QB97
- 2016 QC97
- 2016 QE97
- 2016 QF97
- 2016 QG97
- 2016 QH97
- 2016 QK97
- 2016 QL97
- 2016 QM97
- 2016 QN97
- 2016 QO97
- 2016 QP97
- 2016 QQ97
- 2016 QR97
- 2016 QS97
- 2016 QT97
- 2016 QU97
- 2016 QV97
- 2016 QW97
- 2016 QX97
- 2016 QY97
- 2016 QZ97
- 2016 QA98
- 2016 QB98
- 2016 QD98
- 2016 QE98
- 2016 QF98
- 2016 QG98
- 2016 QH98
- 2016 QJ98
- 2016 QK98
- 2016 QL98
- 2016 QM98
- 2016 QN98
- 2016 QO98
- 2016 QP98
- 2016 QQ98
- 2016 QR98
- 2016 QS98
- 2016 QT98
- 2016 QU98
- 2016 QW98
- 2016 QY98
- 2016 QZ98
- 2016 QA99
- 2016 QB99
- 2016 QC99
- 2016 QD99
- 2016 QE99
- 2016 QF99
- 2016 QG99
- 2016 QJ99
- 2016 QK99
- 2016 QL99
- 2016 QN99
- 2016 QO99
- 2016 QP99
- 2016 QQ99
- 2016 QR99
- 2016 QS99
- 2016 QT99
- 2016 QU99
- 2016 QV99
- 2016 QW99
- 2016 QX99
- 2016 QY99
- 2016 QZ99
- 2016 QA100
- 2016 QB100
- 2016 QC100
- 2016 QD100
- 2016 QF100
- 2016 QG100
- 2016 QH100
- 2016 QJ100
- 2016 QK100
- 2016 QL100
- 2016 QM100
- 2016 QN100
- 2016 QP100
- 2016 QS100
- 2016 QT100
- 2016 QU100
- 2016 QV100
- 2016 QW100
- 2016 QX100
- 2016 QY100
- 2016 QZ100
- 2016 QA101
- 2016 QB101
- 2016 QC101
- 2016 QE101
- 2016 QJ101
- 2016 QK101
- 2016 QL101
- 2016 QM101
- 2016 QN101
- 2016 QO101
- 2016 QP101
- 2016 QR101
- 2016 QS101
- 2016 QT101
- 2016 QU101
- 2016 QV101
- 2016 QW101
- 2016 QY101
- 2016 QZ101
- 2016 QA102
- 2016 QB102
- 2016 QE102
- 2016 QF102
- 2016 QH102
- 2016 QJ102
- 2016 QK102
- 2016 QL102
- 2016 QN102
- 2016 QO102
- 2016 QP102
- 2016 QQ102
- 2016 QR102
- 2016 QS102
- 2016 QU102
- 2016 QW102
- 2016 QX102
- 2016 QY102
- 2016 QA103
- 2016 QB103
- 2016 QE103
- 2016 QF103
- 2016 QG103
- 2016 QH103
- 2016 QJ103
- 2016 QK103
- 2016 QL103
- 2016 QM103
- 2016 QN103
- 2016 QO103
- 2016 QP103
- 2016 QS103
- 2016 QT103
- 2016 QU103
- 2016 QV103
- 2016 QW103
- 2016 QB104
- 2016 QD104
- 2016 QL104
- 2016 QN104
- 2016 QR104
- 2016 QS104
- 2016 QT104
- 2016 QU104
- 2016 QV104
- 2016 QW104
- 2016 QX104
- 2016 QY104
- 2016 QD105
- 2016 QK105
- 2016 QN105
- 2016 QQ105
- 2016 QS105
- 2016 QT105
- 2016 QY105
- 2016 QE106
- 2016 QK106
- 2016 QP106
- 2016 QQ106
- 2016 QU106
- 2016 QZ106
- 2016 QB107
- 2016 QC107
- 2016 QD107
- 2016 QE107
- 2016 QF107
- 2016 QG107
- 2016 QH107
- 2016 QJ107
- 2016 QM107
- 2016 QN107
- 2016 QO107
- 2016 QR107
- 2016 QS107
- 2016 QT107
- 2016 QU107
- 2016 QV107
- 2016 QW107
- 2016 QX107
- 2016 QY107
- 2016 QZ107
- 2016 QA108
- 2016 QB108
- 2016 QC108
- 2016 QD108
- 2016 QE108
- 2016 QF108
- 2016 QG108
- 2016 QH108
- 2016 QJ108
- 2016 QL108
- 2016 QM108
- 2016 QN108
- 2016 QO108
- 2016 QP108
- 2016 QQ108
- 2016 QS108
- 2016 QT108
- 2016 QU108
- 2016 QV108
- 2016 QW108
- 2016 QX108
- 2016 QY108
- 2016 QZ108
- 2016 QA109
- 2016 QB109
- 2016 QC109
- 2016 QE109
- 2016 QF109
- 2016 QG109
- 2016 QJ109
- 2016 QL109
- 2016 QM109
- 2016 QN109
- 2016 QO109
- 2016 QQ109
- 2016 QR109
- 2016 QS109
- 2016 QT109
- 2016 QV109
- 2016 QW109
- 2016 QX109
- 2016 QY109
- 2016 QZ109
- 2016 QB110
- 2016 QC110
- 2016 QD110
- 2016 QF110
- 2016 QG110
- 2016 QH110
- 2016 QJ110
- 2016 QK110
- 2016 QL110
- 2016 QM110
- 2016 QN110
- 2016 QO110
- 2016 QP110
- 2016 QQ110
- 2016 QR110
- 2016 QS110
- 2016 QX110
- 2016 QC111
- 2016 QD111
- 2016 QO111
- 2016 QP111
- 2016 QQ111
- 2016 QR111
- 2016 QS111
- 2016 QT111
- 2016 QU111
- 2016 QV111
- 2016 QW111
- 2016 QX111
- 2016 QY111
- 2016 QZ111
- 2016 QA112
- 2016 QB112
- 2016 QC112
- 2016 QD112
- 2016 QE112
- 2016 QF112
- 2016 QH112
- 2016 QJ112
- 2016 QK112
- 2016 QL112
- 2016 QM112
- 2016 QN112
- 2016 QO112
- 2016 QQ112
- 2016 QR112
- 2016 QS112
- 2016 QT112
- 2016 QU112
- 2016 QV112
- 2016 QW112
- 2016 QX112
- 2016 QY112
- 2016 QZ112
- 2016 QA113
- 2016 QH113
- 2016 QK113
- 2016 QL113
- 2016 QO113
- 2016 QR113
- 2016 QV113
- 2016 QY113
- 2016 QA114
- 2016 QB114
- 2016 QC114
- 2016 QD114
- 2016 QE114
- 2016 QF114
- 2016 QH114
- 2016 QJ114
- 2016 QM114
- 2016 QP114
- 2016 QQ114
- 2016 QR114
- 2016 QT114
- 2016 QU114
- 2016 QV114
- 2016 QW114
- 2016 QX114
- 2016 QY114
- 2016 QZ114
- 2016 QA115
- 2016 QE115
- 2016 QF115
- 2016 QG115
- 2016 QH115
- 2016 QJ115
- 2016 QL115
- 2016 QM115
- 2016 QO115
- 2016 QP115
- 2016 QR115
- 2016 QS115
- 2016 QT115
- 2016 QU115
- 2016 QV115
- 2016 QW115
- 2016 QX115
- 2016 QA116
- 2016 QB116
- 2016 QC116
- 2016 QD116
- 2016 QE116
- 2016 QF116
- 2016 QG116
- 2016 QH116
- 2016 QJ116
- 2016 QK116
- 2016 QL116
- 2016 QM116
- 2016 QN116
- 2016 QO116
- 2016 QP116
- 2016 QQ116
- 2016 QR116
- 2016 QS116
- 2016 QT116
- 2016 QU116
- 2016 QV116
- 2016 QY116
- 2016 QZ116
- 2016 QB117
- 2016 QC117
- 2016 QD117
- 2016 QE117
- 2016 QF117
- 2016 QJ117
- 2016 QK117
- 2016 QL117
- 2016 QM117
- 2016 QP117
- 2016 QQ117
- 2016 QR117
- 2016 QT117
- 2016 QU117
- 2016 QZ117
- 2016 QA118
- 2016 QB118
- 2016 QC118
- 2016 QD118
- 2016 QE118
- 2016 QF118
- 2016 QG118
- 2016 QH118
- 2016 QJ118
- 2016 QL118
- 2016 QM118
- 2016 QN118
- 2016 QO118
- 2016 QP118
- 2016 QQ118
- 2016 QR118
- 2016 QS118
- 2016 QT118
- 2016 QU118
- 2016 QV118
- 2016 QX118
- 2016 QY118
- 2016 QZ118
- 2016 QA119
- 2016 QC119
- 2016 QD119
- 2016 QE119
- 2016 QG119
- 2016 QH119
- 2016 QJ119
- 2016 QM119
- 2016 QN119
- 2016 QO119
- 2016 QP119
- 2016 QQ119
- 2016 QR119
- 2016 QS119
- 2016 QT119
- 2016 QU119
- 2016 QV119
- 2016 QX119
- 2016 QY119
- 2016 QZ119
- 2016 QA120
- 2016 QB120
- 2016 QC120
- 2016 QD120
- 2016 QE120
- 2016 QF120
- 2016 QG120
- 2016 QH120
- 2016 QJ120
- 2016 QK120
- 2016 QM120
- 2016 QN120
- 2016 QO120
- 2016 QP120
- 2016 QQ120
- 2016 QT120
- 2016 QU120
- 2016 QV120
- 2016 QW120
- 2016 QX120
- 2016 QY120
- 2016 QA121
- 2016 QC121
- 2016 QD121
- 2016 QF121
- 2016 QJ121
- 2016 QK121
- 2016 QM121
- 2016 QN121
- 2016 QO121
- 2016 QP121
- 2016 QQ121
- 2016 QR121
- 2016 QS121
- 2016 QT121
- 2016 QV121
- 2016 QW121
- 2016 QX121
- 2016 QY121
- 2016 QZ121
- 2016 QB122
- 2016 QC122
- 2016 QD122
- 2016 QF122
- 2016 QG122
- 2016 QH122
- 2016 QJ122
- 2016 QK122
- 2016 QL122
- 2016 QM122
- 2016 QN122
- 2016 QO122
- 2016 QP122
- 2016 QQ122
- 2016 QR122
- 2016 QS122
- 2016 QT122
- 2016 QU122
- 2016 QV122
- 2016 QW122
- 2016 QX122
- 2016 QY122
- 2016 QZ122
- 2016 QA123
- 2016 QB123
- 2016 QD123
- 2016 QF123
- 2016 QG123
- 2016 QH123
- 2016 QK123
- 2016 QL123
- 2016 QM123
- 2016 QN123
- 2016 QO123
- 2016 QP123
- 2016 QQ123
- 2016 QR123
- 2016 QS123
- 2016 QT123
- 2016 QU123
- 2016 QV123
- 2016 QW123
- 2016 QX123
- 2016 QY123
- 2016 QZ123
- 2016 QA124
- 2016 QB124
- 2016 QC124
- 2016 QD124
- 2016 QE124
- 2016 QG124
- 2016 QH124
- 2016 QJ124
- 2016 QK124
- 2016 QN124
- 2016 QO124
- 2016 QP124
- 2016 QQ124
- 2016 QR124
- 2016 QT124
- 2016 QU124
- 2016 QV124
- 2016 QX124
- 2016 QY124
- 2016 QZ124
- 2016 QA125
- 2016 QB125
- 2016 QC125
- 2016 QD125
- 2016 QE125
- 2016 QH125
- 2016 QJ125
- 2016 QK125
- 2016 QM125
- 2016 QP125
- 2016 QR125
- 2016 QS125
- 2016 QU125
- 2016 QV125
- 2016 QX125
- 2016 QY125
- 2016 QZ125
- 2016 QA126
- 2016 QB126
- 2016 QC126
- 2016 QE126
- 2016 QF126
- 2016 QG126
- 2016 QJ126
- 2016 QK126
- 2016 QL126
- 2016 QM126
- 2016 QN126
- 2016 QO126
- 2016 QR126
- 2016 QS126
- 2016 QU126
- 2016 QV126
- 2016 QW126
- 2016 QX126
- 2016 QY126
- 2016 QZ126
- 2016 QA127
- 2016 QB127
- 2016 QD127
- 2016 QE127
- 2016 QF127
- 2016 QG127
- 2016 QH127
- 2016 QL127
- 2016 QM127
- 2016 QO127
- 2016 QP127
- 2016 QS127
- 2016 QT127
- 2016 QU127
- 2016 QV127
- 2016 QW127
- 2016 QX127
- 2016 QA128
- 2016 QC128
- 2016 QE128
- 2016 QJ128
- 2016 QK128
- 2016 QM128
- 2016 QN128
- 2016 QO128
- 2016 QP128
- 2016 QS128
- 2016 QT128
- 2016 QW128
- 2016 QX128
- 2016 QY128
- 2016 QZ128
- 2016 QA129
- 2016 QB129
- 2016 QC129
- 2016 QE129
- 2016 QF129
- 2016 QG129
- 2016 QK129
- 2016 QM129
- 2016 QO129
- 2016 QP129
- 2016 QU129
- 2016 QX129
- 2016 QY129
- 2016 QZ129
- 2016 QA130
- 2016 QB130
- 2016 QC130
- 2016 QE130
- 2016 QG130
- 2016 QH130
- 2016 QJ130
- 2016 QL130
- 2016 QM130
- 2016 QP130
- 2016 QQ130
- 2016 QR130
- 2016 QS130
- 2016 QT130
- 2016 QU130
- 2016 QV130
- 2016 QW130
- 2016 QX130
- 2016 QY130
- 2016 QZ130
- 2016 QB131
- 2016 QC131
- 2016 QF131
- 2016 QG131
- 2016 QH131
- 2016 QK131
- 2016 QL131
- 2016 QN131
- 2016 QO131
- 2016 QP131
- 2016 QR131
- 2016 QU131
- 2016 QV131
- 2016 QW131
- 2016 QX131
- 2016 QY131
- 2016 QZ131
- 2016 QA132
- 2016 QB132
- 2016 QC132
- 2016 QD132
- 2016 QE132
- 2016 QF132
- 2016 QG132
- 2016 QJ132
- 2016 QK132
- 2016 QQ132
- 2016 QR132
- 2016 QS132
- 2016 QU132
- 2016 QV132
- 2016 QW132
- 2016 QX132
- 2016 QY132
- 2016 QZ132
- 2016 QA133
- 2016 QB133
- 2016 QC133
- 2016 QD133
- 2016 QF133
- 2016 QG133
- 2016 QH133
- 2016 QJ133
- 2016 QK133
- 2016 QL133
- 2016 QN133
- 2016 QO133
- 2016 QP133
- 2016 QQ133
- 2016 QR133
- 2016 QS133
- 2016 QT133
- 2016 QU133
- 2016 QV133
- 2016 QX133
- 2016 QY133
- 2016 QZ133
- 2016 QA134
- 2016 QC134
- 2016 QE134
- 2016 QF134
- 2016 QG134
- 2016 QK134
- 2016 QL134
- 2016 QM134
- 2016 QN134
- 2016 QO134
- 2016 QP134
- 2016 QR134
- 2016 QS134
- 2016 QU134
- 2016 QV134
- 2016 QW134
- 2016 QX134
- 2016 QY134
- 2016 QZ134
- 2016 QA135
- 2016 QB135
- 2016 QC135
- 2016 QD135
- 2016 QE135
- 2016 QF135
- 2016 QG135
- 2016 QH135
- 2016 QJ135
- 2016 QK135
- 2016 QM135
- 2016 QN135
- 2016 QO135
- 2016 QP135
- 2016 QQ135
- 2016 QS135
- 2016 QT135
- 2016 QW135
- 2016 QX135
- 2016 QY135
- 2016 QZ135
- 2016 QA136
- 2016 QB136
- 2016 QC136
- 2016 QD136
- 2016 QE136
- 2016 QF136
- 2016 QG136
- 2016 QH136
- 2016 QK136
- 2016 QM136
- 2016 QN136
- 2016 QO136
- 2016 QP136
- 2016 QQ136
- 2016 QR136
- 2016 QS136
- 2016 QT136
- 2016 QU136
- 2016 QV136
- 2016 QW136
- 2016 QY136
- 2016 QZ136
- 2016 QA137
- 2016 QB137
- 2016 QC137
- 2016 QD137
- 2016 QF137
- 2016 QH137
- 2016 QJ137
- 2016 QK137
- 2016 QL137
- 2016 QN137
- 2016 QO137
- 2016 QP137
- 2016 QQ137
- 2016 QR137
- 2016 QS137
- 2016 QT137
- 2016 QU137
- 2016 QV137
- 2016 QX137
- 2016 QY137
- 2016 QZ137
- 2016 QA138
- 2016 QB138
- 2016 QC138
- 2016 QD138
- 2016 QE138
- 2016 QF138
- 2016 QG138
- 2016 QH138
- 2016 QJ138
- 2016 QL138
- 2016 QM138
- 2016 QN138
- 2016 QO138
- 2016 QP138
- 2016 QR138
- 2016 QS138
- 2016 QT138
- 2016 QW138
- 2016 QX138
- 2016 QY138
- 2016 QA139
- 2016 QB139
- 2016 QC139
- 2016 QD139
- 2016 QE139
- 2016 QF139
- 2016 QG139
- 2016 QH139
- 2016 QJ139
- 2016 QK139
- 2016 QM139
- 2016 QO139
- 2016 QP139
- 2016 QQ139
- 2016 QR139
- 2016 QS139
- 2016 QU139
- 2016 QV139
- 2016 QW139
- 2016 QX139
- 2016 QY139
- 2016 QZ139
- 2016 QA140
- 2016 QB140
- 2016 QC140
- 2016 QD140
- 2016 QE140
- 2016 QF140
- 2016 QG140
- 2016 QH140
- 2016 QJ140
- 2016 QK140
- 2016 QL140
- 2016 QM140
- 2016 QN140
- 2016 QO140
- 2016 QP140
- 2016 QQ140
- 2016 QR140
- 2016 QS140
- 2016 QT140
- 2016 QU140
- 2016 QV140
- 2016 QW140
- 2016 QX140
- 2016 QY140
- 2016 QZ140
- 2016 QA141
- 2016 QB141
- 2016 QC141
- 2016 QD141
- 2016 QF141
- 2016 QG141
- 2016 QJ141
- 2016 QK141
- 2016 QL141
- 2016 QM141
- 2016 QO141
- 2016 QP141
- 2016 QQ141
- 2016 QR141
- 2016 QS141
- 2016 QT141
- 2016 QU141
- 2016 QV141
- 2016 QW141
- 2016 QY141
- 2016 QZ141
- 2016 QB142
- 2016 QC142
- 2016 QD142
- 2016 QE142
- 2016 QF142
- 2016 QJ142
- 2016 QK142
- 2016 QL142
- 2016 QM142
- 2016 QN142
- 2016 QO142
- 2016 QP142
- 2016 QQ142
- 2016 QR142
- 2016 QS142
- 2016 QT142
- 2016 QU142
- 2016 QV142
- 2016 QW142
- 2016 QX142
- 2016 QY142
- 2016 QZ142
- 2016 QA143
- 2016 QC143
- 2016 QE143
- 2016 QF143
- 2016 QH143
- 2016 QJ143
- 2016 QK143
- 2016 QL143
- 2016 QM143
- 2016 QN143
- 2016 QO143
- 2016 QP143
- 2016 QQ143
- 2016 QR143
- 2016 QT143
- 2016 QU143
- 2016 QV143
- 2016 QX143
- 2016 QY143
- 2016 QZ143
- 2016 QA144
- 2016 QC144
- 2016 QD144
- 2016 QE144
- 2016 QF144
- 2016 QG144
- 2016 QH144
- 2016 QJ144
- 2016 QK144
- 2016 QL144
- 2016 QM144
- 2016 QN144
- 2016 QP144
- 2016 QQ144
- 2016 QS144
- 2016 QT144
- 2016 QU144
- 2016 QW144
- 2016 QX144
- 2016 QY144
- 2016 QB145
- 2016 QC145
- 2016 QD145
- 2016 QF145
- 2016 QG145
- 2016 QH145
- 2016 QJ145
- 2016 QK145
- 2016 QM145
- 2016 QN145
- 2016 QO145
- 2016 QP145
- 2016 QR145
- 2016 QS145
- 2016 QT145
- 2016 QU145
- 2016 QV145
- 2016 QW145
- 2016 QX145
- 2016 QY145
- 2016 QZ145
- 2016 QA146
- 2016 QB146
- 2016 QC146
- 2016 QD146
- 2016 QE146
- 2016 QH146
- 2016 QN146
- 2016 QP146
- 2016 QQ146
- 2016 QR146
- 2016 QS146
- 2016 QT146
- 2016 QU146
- 2016 QV146
- 2016 QW146
- 2016 QX146
- 2016 QY146
- 2016 QZ146
- 2016 QA147
- 2016 QB147
- 2016 QC147
- 2016 QD147
- 2016 QE147
- 2016 QF147
- 2016 QG147
- 2016 QH147
- 2016 QJ147
- 2016 QK147
- 2016 QL147
- 2016 QM147
- 2016 QN147
- 2016 QO147
- 2016 QP147
- 2016 QS147
- 2016 QU147
- 2016 QV147
- 2016 QW147
- 2016 QX147
- 2016 QY147
- 2016 QZ147
- 2016 QA148
- 2016 QC148
- 2016 QD148
- 2016 QE148
- 2016 QG148
- 2016 QH148
- 2016 QJ148
- 2016 QK148
- 2016 QM148
- 2016 QN148
- 2016 QO148
- 2016 QP148
- 2016 QQ148
- 2016 QR148
- 2016 QS148
- 2016 QT148
- 2016 QU148
- 2016 QV148
- 2016 QX148
- 2016 QY148
- 2016 QZ148
- 2016 QA149
- 2016 QB149
- 2016 QC149
- 2016 QD149
- 2016 QE149
- 2016 QG149
- 2016 QH149
- 2016 QJ149
- 2016 QL149
- 2016 QM149
- 2016 QN149
- 2016 QO149
- 2016 QQ149
- 2016 QR149
- 2016 QS149
- 2016 QT149
- 2016 QU149
- 2016 QW149
- 2016 QX149
- 2016 QY149
- 2016 QZ149
- 2016 QA150
- 2016 QB150
- 2016 QC150
- 2016 QD150
- 2016 QE150
- 2016 QF150
- 2016 QG150
- 2016 QH150
- 2016 QK150
- 2016 QL150
- 2016 QM150
- 2016 QN150
- 2016 QO150
- 2016 QP150
- 2016 QQ150
- 2016 QR150
- 2016 QS150
- 2016 QT150
- 2016 QU150
- 2016 QV150
- 2016 QX150
- 2016 QY150
- 2016 QZ150
- 2016 QC151
- 2016 QD151
- 2016 QE151
- 2016 QF151
- 2016 QG151
- 2016 QH151
- 2016 QJ151
- 2016 QK151
- 2016 QL151
- 2016 QM151
- 2016 QN151
- 2016 QO151
- 2016 QP151
- 2016 QQ151
- 2016 QR151
- 2016 QS151
- 2016 QT151
- 2016 QU151
- 2016 QV151
- 2016 QW151
- 2016 QX151
- 2016 QY151
- 2016 QZ151
- 2016 QA152
- 2016 QB152
- 2016 QC152
- 2016 QD152
- 2016 QE152
- 2016 QF152
- 2016 QG152
- 2016 QH152
- 2016 QJ152
- 2016 QK152
- 2016 QL152
- 2016 QM152
- 2016 QN152
- 2016 QO152
- 2016 QP152
- 2016 QQ152
- 2016 QR152
- 2016 QS152
- 2016 QT152
- 2016 QU152
- 2016 QV152
- 2016 QW152
- 2016 QX152
- 2016 QY152
- 2016 QZ152
- 2016 QA153
- 2016 QB153
- 2016 QC153
- 2016 QD153
- 2016 QE153
- 2016 QF153
- 2016 QG153
- 2016 QH153
- 2016 QJ153
- 2016 QK153
- 2016 QL153
- 2016 QM153
- 2016 QN153
- 2016 QO153
- 2016 QP153
- 2016 QQ153
- 2016 QR153
- 2016 QS153
- 2016 QT153
- 2016 QU153
- 2016 QV153
- 2016 QW153
- 2016 QX153
- 2016 QY153
- 2016 QZ153
- 2016 QA154
- 2016 QB154
- 2016 QC154
- 2016 QD154
- 2016 QE154
- 2016 QF154
- 2016 QG154
- 2016 QH154
- 2016 QJ154
- 2016 QK154
- 2016 QL154
- 2016 QM154
- 2016 QN154
- 2016 QO154
- 2016 QP154
- 2016 QQ154
- 2016 QR154
- 2016 QS154
- 2016 QT154
- 2016 QU154
- 2016 QV154
- 2016 QW154
- 2016 QX154
- 2016 QY154
- 2016 QZ154
- 2016 QA155
- 2016 QB155
- 2016 QC155
- 2016 QD155
- 2016 QE155
- 2016 QF155
- 2016 QG155
- 2016 QH155
- 2016 QJ155
- 2016 QK155
- 2016 QL155
- 2016 QM155
- 2016 QN155
- 2016 QO155
- 2016 QP155
- 2016 QR155
- 2016 QT155
- 2016 QU155
- 2016 QV155
- 2016 QX155
- 2016 QY155
- 2016 QZ155
- 2016 QA156
- 2016 QB156
- 2016 QC156
- 2016 QG156
- 2016 QH156
- 2016 QJ156
- 2016 QK156
- 2016 QL156
- 2016 QM156
- 2016 QN156
- 2016 QO156
- 2016 QP156
- 2016 QQ156
- 2016 QR156
- 2016 QS156
- 2016 QT156
- 2016 QU156
- 2016 QV156
- 2016 QW156
- 2016 QX156
- 2016 QY156
- 2016 QZ156
- 2016 QA157
- 2016 QB157
- 2016 QC157
- 2016 QD157
- 2016 QE157
- 2016 QF157
- 2016 QG157
- 2016 QH157
- 2016 QJ157
- 2016 QL157
- 2016 QM157
- 2016 QN157
- 2016 QO157
- 2016 QP157
- 2016 QR157
- 2016 QS157
- 2016 QT157
- 2016 QU157
- 2016 QV157
- 2016 QW157
- 2016 QX157
- 2016 QY157
- 2016 QZ157
- 2016 QB158
- 2016 QC158
- 2016 QD158
- 2016 QE158
- 2016 QF158
- 2016 QG158
- 2016 QH158
- 2016 QJ158
- 2016 QK158
- 2016 QL158
- 2016 QM158
- 2016 QN158
- 2016 QO158
- 2016 QP158
- 2016 QQ158
- 2016 QR158
- 2016 QS158
- 2016 QT158
- 2016 QU158
- 2016 QW158
- 2016 QX158
- 2016 QY158
- 2016 QZ158
- 2016 QA159
- 2016 QB159
- 2016 QC159
- 2016 QE159
- 2016 QF159
- 2016 QH159
- 2016 QJ159
- 2016 QK159
- 2016 QM159
- 2016 QN159
- 2016 QO159
- 2016 QP159
- 2016 QQ159
- 2016 QR159
- 2016 QS159
- 2016 QT159
- 2016 QU159
- 2016 QV159
- 2016 QW159
- 2016 QX159
- 2016 QY159
- 2016 QZ159
- 2016 QA160
- 2016 QB160
- 2016 QC160
- 2016 QD160
- 2016 QE160
- 2016 QF160
- 2016 QG160
- 2016 QH160
- 2016 QJ160
- 2016 QK160
- 2016 QL160
- 2016 QM160
- 2016 QN160
- 2016 QO160
- 2016 QP160
- 2016 QQ160
- 2016 QR160
- 2016 QS160
- 2016 QT160
- 2016 QU160
- 2016 QV160
- 2016 QW160
- 2016 QX160
- 2016 QY160
- 2016 QZ160
- 2016 QA161
- 2016 QB161
- 2016 QC161
- 2016 QD161
- 2016 QE161
- 2016 QF161
- 2016 QG161
- 2016 QH161
- 2016 QJ161
- 2016 QK161
- 2016 QL161
- 2016 QM161
- 2016 QN161
- 2016 QO161
- 2016 QP161
- 2016 QQ161
- 2016 QR161
- 2016 QS161
- 2016 QT161
- 2016 QU161
- 2016 QV161
- 2016 QW161
- 2016 QX161
- 2016 QY161
- 2016 QZ161
- 2016 QA162
- 2016 QB162
- 2016 QC162
- 2016 QD162
- 2016 QE162
- 2016 QF162
- 2016 QG162
- 2016 QH162
- 2016 QJ162
- 2016 QK162
- 2016 QL162
- 2016 QM162
- 2016 QN162
- 2016 QO162
- 2016 QP162
- 2016 QQ162
- 2016 QR162
- 2016 QS162
- 2016 QT162
- 2016 QU162
- 2016 QV162
- 2016 QW162
- 2016 QX162
- 2016 QY162
- 2016 QZ162
- 2016 QA163
- 2016 QB163
- 2016 QC163
- 2016 QD163
- 2016 QE163
- 2016 QF163
- 2016 QG163
- 2016 QH163
- 2016 QJ163
- 2016 QK163
- 2016 QL163
- 2016 QM163
- 2016 QN163
- 2016 QO163
- 2016 QP163
- 2016 QQ163
- 2016 QR163
- 2016 QS163
- 2016 QT163
- 2016 QU163
- 2016 QV163
- 2016 QW163
- 2016 QX163
- 2016 QY163
- 2016 QZ163
- 2016 QA164
- 2016 QB164
- 2016 QC164
- 2016 QD164
- 2016 QE164
- 2016 QF164
- 2016 QG164
- 2016 QH164
- 2016 QJ164
- 2016 QK164
- 2016 QL164
- 2016 QM164
- 2016 QN164
- 2016 QO164
- 2016 QP164
- 2016 QQ164
- 2016 QR164
- 2016 QS164
- 2016 QT164
- 2016 QU164
- 2016 QV164
- 2016 QW164
- 2016 QX164
- 2016 QY164
- 2016 QZ164
- 2016 QA165
- 2016 QB165
- 2016 QC165